# Самба (танц)
 Тази статия е за танца.  За музикалния жанр вижте Самба.  
Самбата е вид танц с бразилски произход, основан на африканските ритуални танци. С него е свързан едноименния музикален жанр, широко практикуван в самба училищата (Escolas de samba).